# Gehendra Bahadur Rajbhandary
Gehendra Bahadur Rajbhandary, né en 1923 et mort en 1994, est un homme d'État népalais, premier ministre de 1970 à 1971.

## Biographie
Il est Premier ministre du 13 avril 1970 au 14 avril 1971.